# Cephalodella evabroedae
Cephalodella evabroedae är en hjuldjursart som beskrevs av De Smet 1988. Cephalodella evabroedae ingår i släktet Cephalodella och familjen Notommatidae. Inga underarter finns listade i Catalogue of Life.